# حلة المعيقلية
حلة المعيقلية ، كانت حيًا سكنيًا ودوّارًا داخل أسوار مدينة **الرياض المحصنة** في الماضي. كانت الحلة تقع إلى الغرب من **حلة الظهيرة**، وتحديدًا في الركن الشمالي الغربي من بلدة الرياض المسورة.
ضمت الحلة عدة معالم بارزة مثل **حلة العطايف**، و**مسجد المعيقلية**، و**مسجد العطايف**، بالإضافة إلى **مدرسة ابن سليمان**، مما جعلها مركزًا للحياة الاجتماعية والتعليمية والدينية في تلك الفترة.
اختفى هذا الحي تدريجيًا بعد **هدم أسوار المدينة عام 1950**، ومع التوسع العمراني السريع للرياض بين الخمسينيات والسبعينيات، اندمجت أراضيه ضمن نسيج العاصمة الحديث. واليوم، تقع معظم معالم **حلة المعيقلية** ضمن نطاق **مركز المعيقلية التجاري** في **حي الديرة (الرياض)**.
تميزت **حلة المعيقلية** بسكانها من الحرفيين وأصحاب المهن المختلفة، وكانت محاطة بعدة مواقع رئيسية؛ فمن الشرق يحدها **شارع السويلم**، ومن الجنوب **حلة الغنّامي**، ومن الغرب **بوابة البديعة**، التي كانت بمثابة المدخل الشمالي الغربي الرئيسي للمدينة.